# BLS Ae 4/4
L'Ae 4/4 est une locomotive électrique de la compagnie BLS. Huit exemplaires ont été construits entre 1944 et 1955 par SLM Winterthur et Brown, Boveri & Cie à Baden. La dénomination UIC, en vigueur depuis 1992, est Ae 415.
Leur cahier des charges était de pouvoir tracter un convoi de 400 tonnes sur la rampe de 27 ‰ du Frutigen-Brigue-Berne  à une vitesse de 75 km/h ou un convoi de 650 tonnes sur la rampe de 15 ‰ du Thoune-Frutigen à la même vitesse. Mais également un même convoi sur une rampe de 10 ‰ du Thoune-Münsingen-Berne, des CFF, à une vitesse de 90 km/h.

## Histoire

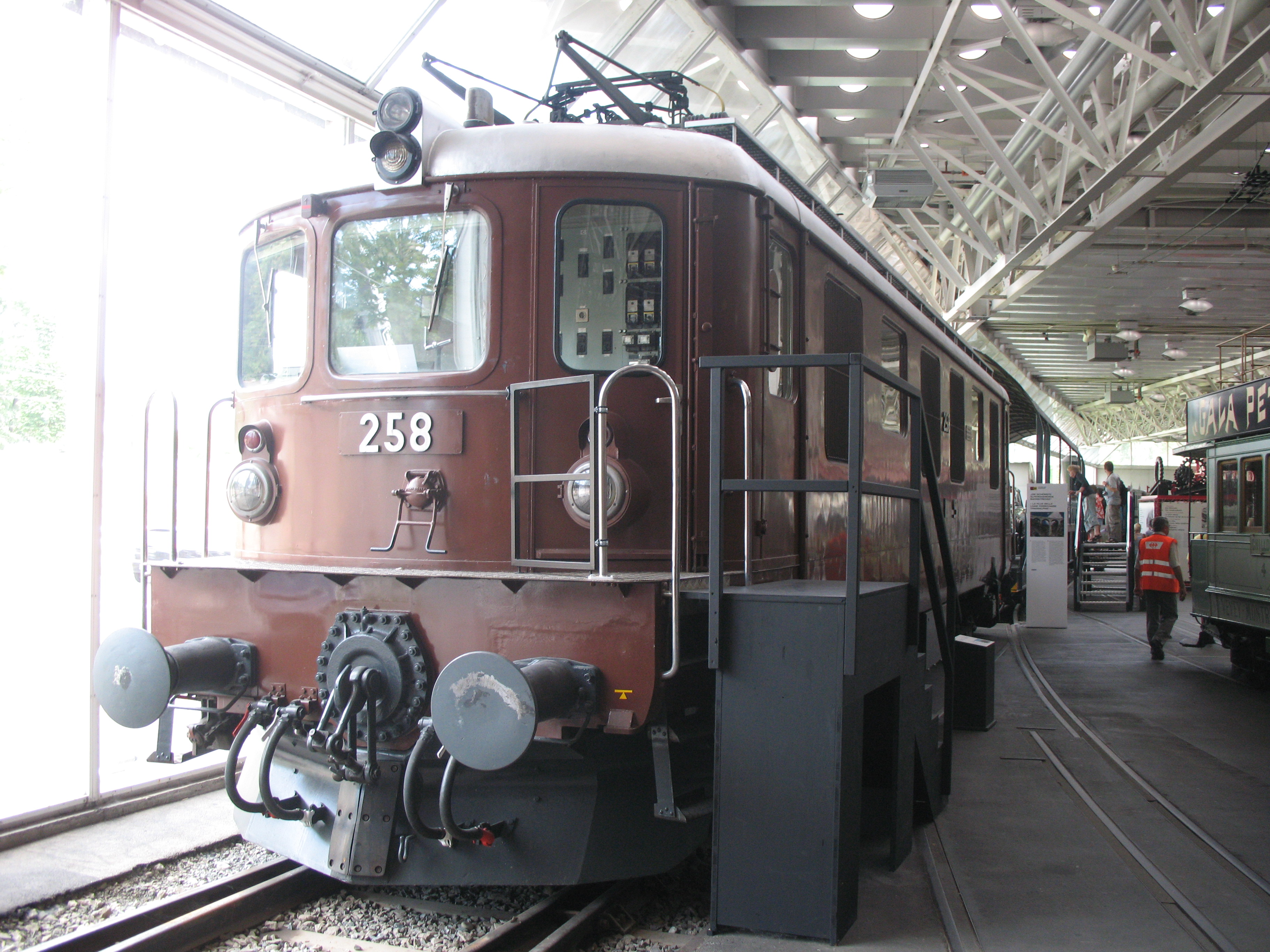
Luzern - Verkehrshaus - BLS Ae 4-4

Le premier prototype des Ae 4/4, le no 251, fut livré en novembre 1944 et le second, le no 252, fut lui livré en mars 1945. Comme ceux-ci répondaient parfaitement à leur attente, 8 autres locomotives furent commandées, mais seulement 6 exemplaires (no 253 à 258) furent livrées jusqu'en 1955. Les Ae 4/4 no 259 et no 260 constituaient la première Ae 8/8 no 271 et furent donc livrées en tant que tel.
En 1965 et 1966, quatre Ae 4/4 (no 253 à 256) ont été transformées en deux Ae 8/8 par couplage fixe de deux locomotives, les cabines de conduite intermédiaires ont été récupérées pour équiper les voitures-pilote Bt 50 63 20-33 950 à 953.
En 2002, l'Ae 4/4 no 252 a subi un grave incendie entre Thoune et Berne, ce qui l’endommagea énormément. Elle fut tout de même contrôlée dans l'atelier principal de Spiez, mais le résultat fut sans appel. Au-delà des économies à faire, elle était tout simplement bonne pour la casse. Toutes les pièces encore en état d'être utilisables furent démontées et le reste fut démantelé à Kaiseraugst.
2004 vit arriver les Re 485 et mit fin à la carrière des Ae 4/4. La no 257 fut donc totalement démontée et tout ce qui était en état servira comme pièces de rechange à la no 251 qui était devenue locomotive historique du BLS. Quant à la no 258, elle est exposée au Musée suisse des transports de Lucerne.

## Tableau des locomotives
| No BLS | No UIC    | Livraison | Radiation | Notes                                                   |
| ------ | --------- | --------- | --------- | ------------------------------------------------------- |
| 251    | 415 251-8 | 1944      |           | locomotive historique BLS                               |
| 252    | 415 252-6 | 1944      | 2002      | détruite à la suite d'un incendie entre Thoune et Berne |
| 253    |           | 1948      | 1965      | transformation en Ae 8/8 274                            |
| 254    |           | 1948      | 1965      | transformation en Ae 8/8 274                            |
| 255    |           | 1952      | 1966      | transformation en Ae 8/8 275                            |
| 256    |           | 1952      | 1966      | transformation en Ae 8/8 275                            |
| 257    | 415 257-5 | 1954      | 2004      | démontée pour des pièces de rechange de la 251          |
| 258    | 415 258-3 | 1955      | 2004      | exposée au musée suisse des transports                  |

## Modélisme ferroviaire
L'Ae 4/4 a été réalisée à diverses échelles par les fabricants de modèles réduits ferroviaires :
- Échelle 0 : Hermann
- Échelle HO : HAG, Roco
- Échelle N : Kato/Hobbytrain

## Sources et références
- Le matériel roulant BLS sur Lorenzoo.ch
- http://www.lokifahrer.ch/Lokomotiven/Loks-BLS/BLS-Ae_4-4/BLS-Ae_4-4.htm
- http://www.sguggiari.ch/3_ae4_4.php
- http://www.automotrice.ch/CH/BLS/Ae415/BLS-Ae415.html

## Traduction
- (de) Cet article est partiellement ou en totalité issu de l’article de Wikipédia en allemand intitulé « BLS Ae 4/4 » (voir la liste des auteurs).